# St. Albans (Anglia)
St Albans város Hertfordshire-ben, Angliában, 31 kilométerre északra London belvárosától. Történelmi mezőváros, amely egyben London alvóvárosa is.

## Történet
A helységet először Verlamion néven említik, amelynek jelentése: „település a mocsáron”. Miután a rómaiak elfoglalták Britanniát, a város Verulamium néven fejlődött tovább. Verulamium a római kori Britannia egyik legnagyobb városa volt. I. sz. 50-ben alapították, de tíz évvel később Boudica királynő hadserege lerombolta. 100 évvel később tűzvész söpört végig a városon. A települést kb. 450-ig lakták. A várost fallal vették körbe, amely 6 méter magas és 3,6 kilométer hosszú volt. Az egyik legnagyobb ház 60 méter hosszú volt, kétszintes és 50 szobával rendelkezett. Az egyik ilyen ház 220 ezer darabból álló mozaikját ma is lehet látni, amelyet i. sz. 180 körül fektettek le. A település központjában állt a 100 méter hosszú bazilika és a fórum. 275-ben egy impozáns városkaput emeltek, amely Londinium felé nézett. A kapu két átjáróját járművek használták, a másik kettőt pedig a gyalogosok. 

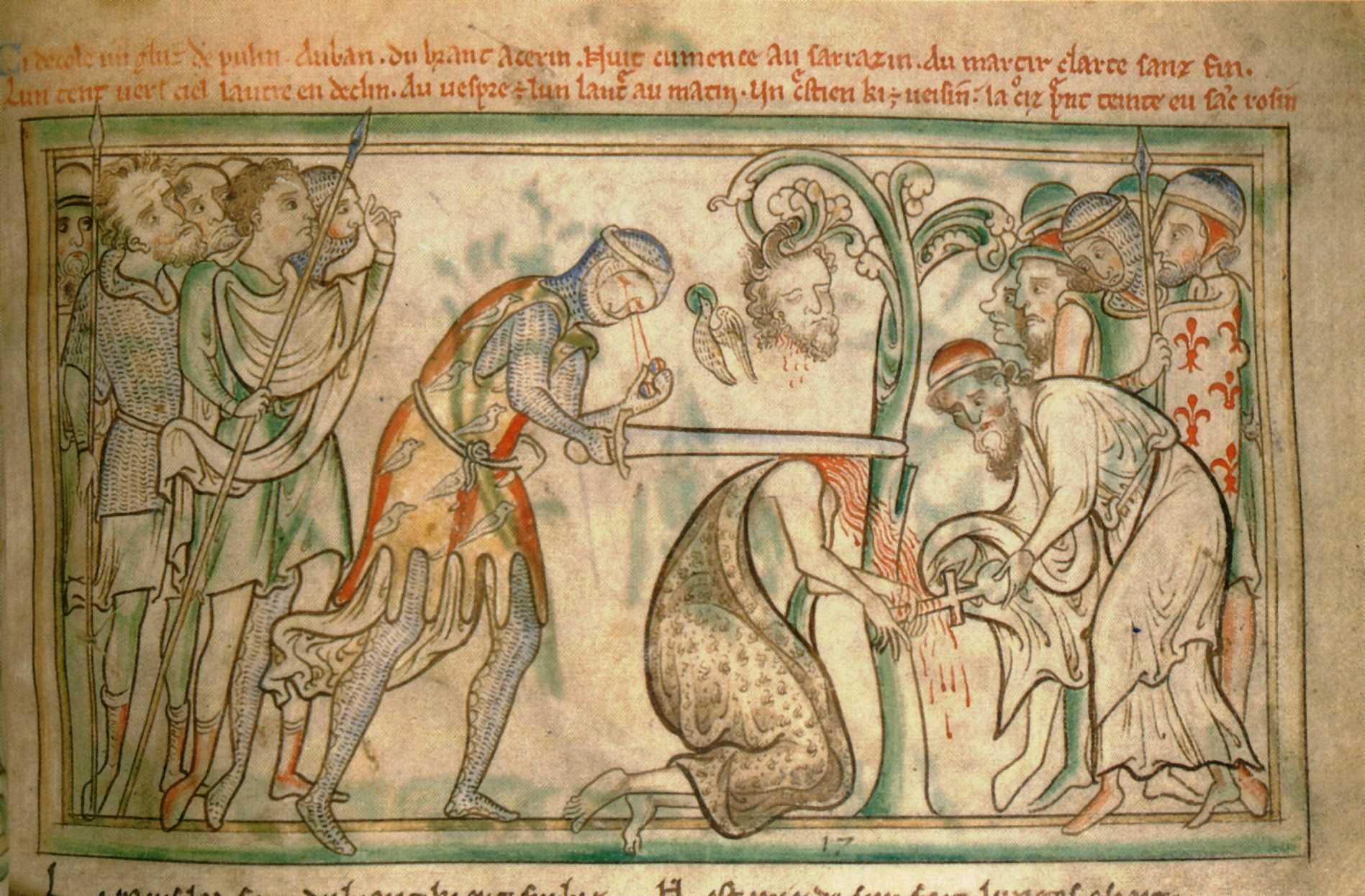
Szent Albán mártíromsága

A 3. században egy helybeli lakos, Albán halt itt mártírhalált kereszténysége miatt. Albán eredetileg pogány volt, de áttért a keresztény vallásra, menedéket adott egy keresztény papnak, ruhát cserélt vele, s így fedezte menekülését, ezért lefejezték. Albán volt Britannia első mártírja. Szent Albán síremléke megtekinthető a katedrálisban. Az 5. századig a város fejlődött, még egy színháznak és egy fórumnak is otthont adott. Az apátság megépülésekor lerombolták Verulamium házait, amelynek tégláit és habarcsát felhasználták. 793-ban Offa merciai király megalapította a szász bencés monostort, amely a ma látható apátság helyén állt. Az apátság 1077-re épült meg román stílusban, és 1115-ben szentelték fel. A város lakossága a 11. század közepén elérte az 500 főt. Ekkor már működött a piac, amelyet 1202-ben János angol király jóváhagyott. 1290-ben Kasztíliai Eleonóra angol királyné temetési menete állt meg a városban, amikor is egy Eleonóra-keresztet emeltek a piactéren, a mai óratorony közelében. A keresztet később lerombolták. 1349-ben rengeteg helybeli belehalt a fekete halál néven elhíresült pestisjárványba. A York-ház és a Lancaster-ház között kitört rózsák háborújának első ütközete St Albansban történt 1455-ben. A lancasteri sereget vezető VI. Henrik angol király elfoglalta a várost, de a yorki oldalon álló Warwick grófjának sikerült betörnie. Henrik királyt végül elfogták. A második St Albans-i csatában, 1461-ben ismét a két trónkövetelő ház ütközött meg, s a csata a lancaster-házi Margit királyné győzelmével végződött. 1553-ban a helybeliek nyomására királyi oklevelet kapott a város, amelyben VI. Eduárd angol király önállósággal rendelkező városi rangot adományoz és egyben elrendeli, hogy a piac napjai a szerda és a szombat legyen. A piacnak köszönhetően és London közelsége miatt St Albans fejlődött. A mai Verulam út őse úgy épült, hogy postakocsival is lehessen közlekedni rajta. St Albans volt ugyanis az első pihenőhely Londont elhagyva. Ezért is található rengeteg pub a belvárosban. A vasút 1858-ban érte el a települést, és ettől kezdve a postakocsi-forgalom megcsappant. 1877-ben a város megkapta a nagy presztízzsel járó city státuszt Viktória királynőtől, valamint az apátság is székesegyházx rangra emelkedett. 1881-ben alakult meg St Albans első labdarúgó csapata, amely azonban 1904-ben megszűnt. A mai egyesületet, a St Albans City FC-t 1908-ban alapították. 1916 szeptemberében érte a várost az első légitámadás, amelyet egy Schütte-Lanz SL 11 léghajóval hajtottak végre. A két világháború közötti időszakban a feltörekvő csúcstechnológia központja lett. 2001-re St Albans és agglomerációjának lakossága elérte a 129 ezret, míg maga a város lakossága 58 ezer körülire tehető.

## St Albans katedrális
Albán, az első mártír sírhelye fölé emelték.

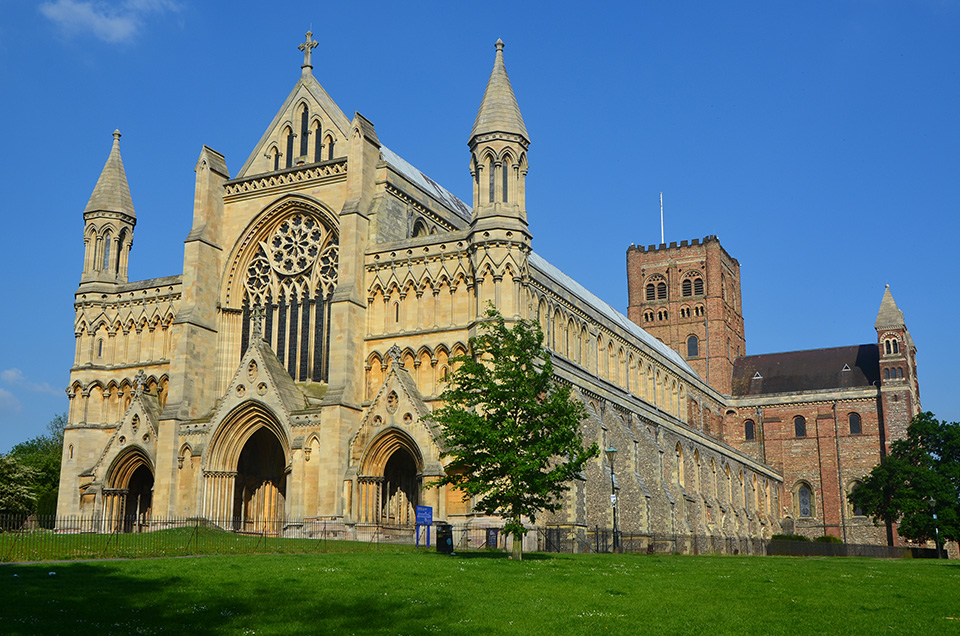
St Albans-katedrális

Az Offa király által megalapított bencés monostor helyén épült az apátság, amelyet 1077-ben az első normann apát, Caen-i Pál nyitott meg, és amelyet 1115-ben szenteltek fel. 110 méter hosszú volt és 7 szentéllyel rendelkezett. A 12. és 14. század között többször kibővítették különböző stílusban. A Magna Charta első vázlata is az apátságban íródott 1213-ban. Az első és eddig egyetlen angol pápa, IV. Adorján is St Albans közelében született 1154-ben, Nicholas Breakspear néven. A 14. században konfliktus alakult ki az apátság és a lakosság között, akik a jogaikat akarták gyakorolni és függetlenedni akartak az apátságtól. Ennek eredményeként épült meg egy nagy fal, valamint az apátság kapuja 1365-ben. Az apátság épületén kívül a kapu az egyetlen megmaradt szerzetesi emlékmű. A 15. századtól, az óratorony megépülése után a lakosság már nem támaszkodott tovább az apátság harangjára. A 16. századi reformáció során, amikor VIII. Henrik angol király lett az angol egyházfő és a király birtokába került az egyház, az apátság megszűnt. 1553-ban 500 fontért eladták a városnak és plébániatemplommá fokozták le. A templom kincstárát kifosztották, csak néha napján szóltak a harangok, szentmise sem volt minden nap, és a város képtelen volt fizetni a templom fenntartását. Épülete rongálódott, a város hanyatlott. A 19. században adománygyűjtésbe kezdtek az apátság renoválása érdekében, de az összegyűlt 4000 font nem volt elegendő. Ekkor dr. Henry Nicholson létrehozott egy helyreállítási bizottságot, amelyet 30 éven át vezetett. Sir George Gilbert Scott építész segítségével végül helyreállították az apátságot. 1877-ben katedrális státust kapott és a rochesteri püspök lett St Albans első püspöke.
Jellemzői
Az épület több építészeti stílus keveréke. Szász stílusjegyek az északi és déli kereszthajó trifóriumaiban figyelhetők meg. A normann építészet 1077-ben jelent meg és Verulamium város maradványai adták az alapanyagot. A pazar torony, a kereszthajók, a déli és északi hajó, a folyosók és a presbitérium falainak egyes részei emlékeztetnek a normann stílusra. Az angol gótika jellemzői, mint például a csúcsívek a főhajó nyugati végében láthatók. A presbitérium keleti ablaka geometrikus csipkékkel van tele. A folyosók boltívei szintén a 13. századból valók. Az 1327-ben befejezett Miasszonyunk kápolna és a síremlék szintén a díszített gótika jegyeit őrzik. A gótika függőleges, egyenes vonalú ága, azaz a perpendikuláris stílus figyelhető meg a nyugati kapukon és az alapítványi kápolnán, amelyek a 15. század elejéről származnak.
Jelenleg 13 haranggal rendelkezik, amely a káptalan alá eltemetett 13 apátot jelképezi.

## Óratorony
Az óratornyot 1403 és 1412 között emelték. Ez az egyik középkori harangláb Angliában a kettő közül, amely épségben megmaradt. Az óratorony egy egyfajta politikai nyilatkozat a város népétől, akik érvényesíteni akarták a szabadságukat, hatalmukat és jólétüket. A harangokat reggelente, kijárási tilalomkor, tűz esetén, valamint a piac nyitásakor és zárásakor húzták meg. Az óratorony látogatható, a tetejéről fantasztikus kilátás nyílik a városra. 93 fokból álló szűk csigalépcső vezet fel a tetejére. A 20. századig a földszint boltként működött. Az első és második emeleten szobákat alakítottak ki. Az első emelet és a bolt között futott az egyik csigalépcső. Egy másik pedig a földszintről a tetőig. Az eredeti órát a 18. században eltávolították. A jelenlegi órát Lord Grimthorpe, a londoni Big Ben szerkezetének tervezője eszelte ki.

## Gazdaság és közlekedés
A város és környéke jelentős gazdasággal és magas végzettségű munkaerővel rendelkezik. Repülőtérhez, autópályákhoz való közelsége és a vasút vonzza a vállalatokat. Két vasútállomás található St Albansban, a St Albans City és a St Albans Abbey. Előbbi összeköttetésben van Londonnal és Luton repülőtérrel, utóbbiból Watfordba lehet eljutni.

## Körzetek
- Batchwood
- Bernards Heath
- Cottonmill
- Fleetville
- Highfield
- Hill End
- Jersey Farm
- Marshalswick
- New Greens
- Sopwell
- St Julians
- St Stephens
- The Camp
- Townsend

## Látnivalók
- St Albans katedrális
- Óratorony
- Verulamium római kori város romjai
- Római kori mozaikok
- Római kori színház
- Utcai piac szerdánként és szombatonként
- Verulamium park
- Pillangó ház
- St Albans Múzeum
- Verulamium Múzeum
- Sopwell Apácazárda romjai
- Gorhambury kastély

## Testvérvárosok
- Alzey, Németország
- Boissy and St Yon, Franciaország
- Cosne-Cours-sur-Loire, Franciaország
- Fano, Olaszország
- Nyíregyháza, Magyarország
- Nevers, Franciaország
- Odense, Dánia
- Worms (település), Németország
- Sylhet, Banglades